# Фридріх Гільшер
Фрі́дріх Хі́льшер (нім. Friedrich Hielscher, 31 травня 1902, Плауен, Саксонське королівство — 6 березня 1990, Фуртванген) — німецький релігійний філософ, публіцист, поет, окультист, керівний співробітник Аненербе, учасник руху «консервативна революція». Працював над відтворенням давньогерманського світогляду.

## Біографія

### Ранні роки
У 1919 році закінчив Губенську гімназію і в тому ж році вступив у фрайкор. У Капповському путчі, в якому було задіяно його підрозділ, участі не брав, назвавши путч «дурістю». У 1920-1926 роках вивчав право в Берліні. У 1926 році захистив кандидатську дисертацію у Єні. У 1927 році вступив на державну службу, в тому ж році почав публікуватися в журналі «Армінія», що видавався Ернстом Юнгером, де швидко став співробітником.

### Діяльність у нацистській Німеччині
У 1933 році вийшов з лютеранської церкви і заснував власну, Незалежну вільну церкву (з сильним впливом ідей Еріугени і Гете), в якій християнство перепліталося з народними язичницькими повір'ями. Де-факто ця церква існувала до 1984 р., де-юре зберігається і до наших днів.
Хільшер був визнаний нацистами ворогом режиму. Організував підпільну групу, покликану розкласти Третій рейх зсередини. Незважаючи на це, був членом ряду націонал-соціалістичних організацій. За пропозицією свого друга Вольфрама Зіверса, керуючого справами Аненербе, став його заступником. При цьому, іншому своєму другові, єврейському філософу Мартіну Буберу, Хільшер допомагав врятуватися від переслідування нацистів.
Брав участь в підготовці змови Німецького Опору з метою вбивства Гітлера, був заарештований, проте незабаром звільнений завдяки втручанню Зіверса.

### Після війни
Після 1945 року віддалився від громадської діяльності. Жив разом з дружиною Лізелотте Дауманн (1917-2003) в Марбурзі, потім в Мюннерштадті, займався дослідженнями в області релігієзнавства та релігійної філософії, велика частина з яких залишилася неопублікованою. Останні роки провів у Шонвальді.